# Szomáliai balzsamfa
A szomáliai balzsamfa (Commiphora myrrha) a szappanfavirágúak rendjébe, a balzsamfafélék családjába tartozó növényfaj. A belőle előállított szirupot mirhának, ennek illóolaját mirhaolajnak nevezik.

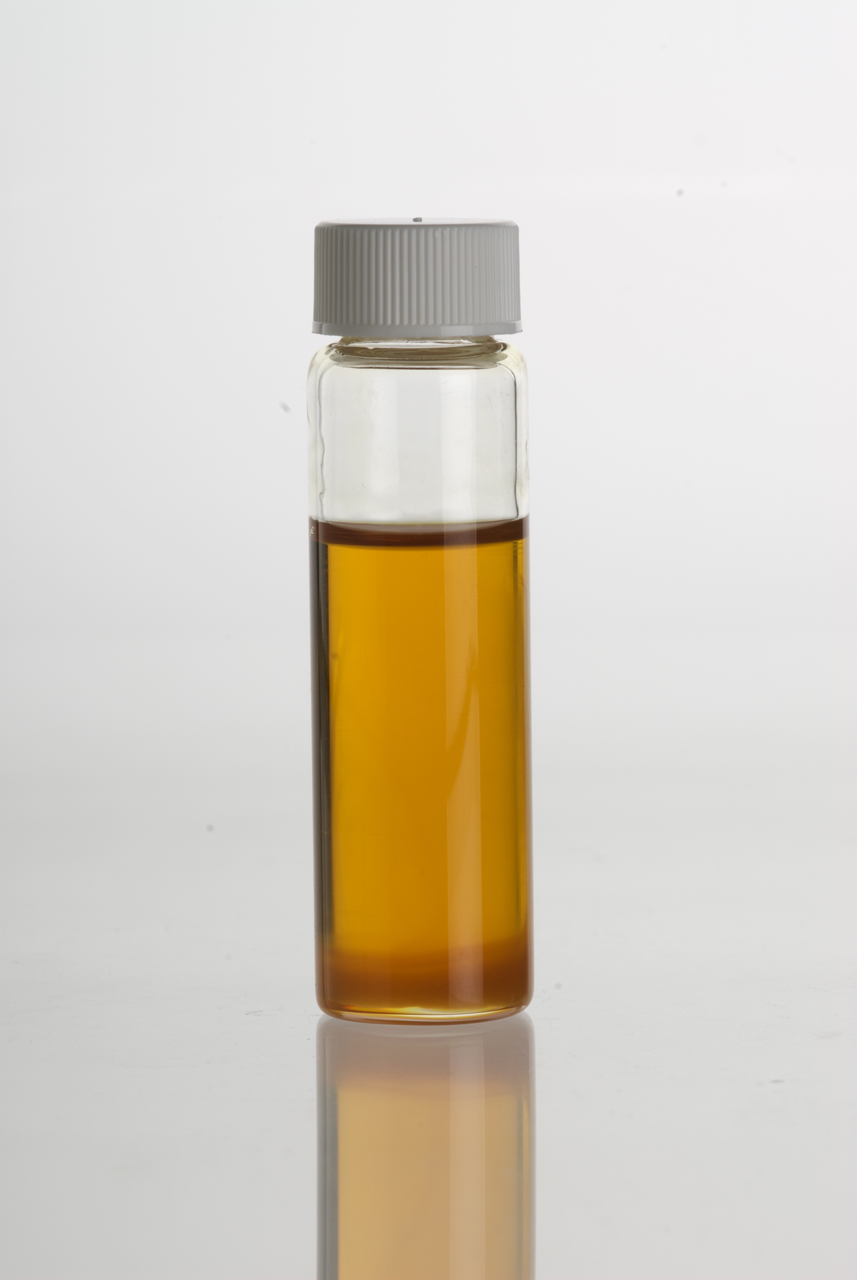
Myrrha olaj (Commiphora myrrha)

## Jellemzése
A Commiphora fajok főleg Szomáliában, Jemenben és Kelet-Etiópiában fordulnak elő. A kb. 10 m magas fa törzse alacsony és vastag, a színe szürkéssárgás. Összetett levelei kicsinyek, a levélkék szúrós hegyűek. Fehér vagy zöldes színű virágai aprók.

## Gyógyhatása
A mirhának fertőtlenítő hatása van, különösen hatékony a szájnyálkahártya és a gége betegségeinek kezelésében. Külsőleg ugyancsak jó tulajdonsága miatt alkalmazzák sebgyógyulás elősegítésére és sebfertőtlenítésre. Megszünteti az emésztési zavarokat és az étvágytalanságot. Enyhíti a légúti panaszokat. Szabályozza a menstruációt, seb- és fekélygyógyító, erősíti az immunrendszert. Az illóolaj összetevői gyulladásgátló és fájdalomcsillapító anyagot tartalmaznak.

## Felhasználása
A mirha külső használatra, kis sebek ápolására ajánlott. Gombaölő, fertőtlenítő, gyulladásgátló hatása van. Oldja a letapadt nyálkát, jó májduzzanat esetén. Enyhíti a fogíny- és szájnyálkahártya-gyulladást, a torokgyulladást, a hörghurutot. Borogatásként használható nehezen gyógyuló sebek és aranyér kezelésére. Fogkrémek és szájvizek összetevője. Az ókorban a halottak balzsamozására használták.

## Figyelmeztetés
A mirha kizárólag külső használatra ajánlott. Mellékhatása, ha az előírás szerint alkalmazza, nincs, de elhúzódó használat esetén allergiás reakciót válthat ki az arra érzékenyeknél.